# Mikulovice (ort i Tjeckien, Olomouc)
Mikulovice är en ort i Tjeckien.   Den ligger i regionen Olomouc, i den östra delen av landet, 210 km öster om huvudstaden Prag. Mikulovice ligger 324 meter över havet och antalet invånare är 2 750.
Terrängen runt Mikulovice är kuperad söderut, men norrut är den platt. Runt Mikulovice är det ganska tätbefolkat, med 52 invånare per kvadratkilometer. Närmaste större samhälle är Jeseník, 11,3 km sydväst om Mikulovice. I omgivningarna runt Mikulovice växer i huvudsak blandskog.